# Лийв, Мартен
Мартен Лийв (эст. Marten Liiv, 23 декабря 1996, Йыгева) — эстонский конькобежец, бронзовый призёр чемпионата Европы 2023 года в спринтерском многоборье, неоднократный чемпион и рекордсмен Эстонии, бронзовый призёр юниорского чемпионата мира (2016). Специализируется на спринтерских дисциплинах.

## Биография
Занимается конькобежным спортом с 2007 года в клубе «Тервис» (Пылтсамаа), воспитанник тренера Вяйно Треймана. С середины 2010-х годов также тренируется в Германии (академия Инцелль, тренер Вим ден Элсен) и в Австрии.
С 2010 года принимал участие в юношеских чемпионатах Эстонии, неоднократно был чемпионом и медалистом. С 2012 года участвовал в юношеском Кубке мира. В сезоне 2014/15 становился призёром этапа молодёжного (U20) Кубка мира в командном спринте, в сезоне 2015/16 дважды побеждал и несколько раз был призёром в личных дисциплинах. На чемпионате мира среди юниоров 2016 года в китайском Чанчуне стал бронзовым призёром на дистанции 1000 м, пятым — на 1500 м, десятым — на 500 м и четвёртым — в многоборье.
В 2015 году впервые принял участие в чемпионате Эстонии среди взрослых и стал пятикратным чемпионом, одержав победу во всех дистанциях и в многоборье. В дальнейшем многократно побеждал на национальных первенствах. По состоянию на декабрь 2017 года владеет национальными рекордами на дистанциях 500, 1000, 1500, 3000 и 5000 метров.
С сезона 2015/16 участвует в Кубке мира среди взрослых. На чемпионате Европы 2017 года в спринтерском многоборье стал 16-м. На чемпионате Европы 2018 года в Коломне занимал 18-е и 16-е места на дистанциях 500 и 1000 м. Получил право на участие в зимней Олимпиаде 2018 года в Пхёнчане. В 2023 году стал бронзовым призёром чемпионата Европы в спринтерском многоборье.
Также участвовал в соревнованиях по бегу на роликовых коньках, становился чемпионом и призёром чемпионатов Эстонии.